# Pristimantis corrugatus
Pristimantis corrugatus là một loài động vật lưỡng cư trong họ Strabomantidae, thuộc bộ Anura. Loài này được Duellman, Lehr, & Venegas mô tả khoa học đầu tiên năm 2006.